# Nanami Irie
Nanami Irie (入江 ななみ?, Irie Nanami; 8 gennaio 1995) è una lottatrice giapponese, specializzata nella lotta libera.

## Palmarès
- Mondiali

Nur-Sultan 2019: argento nei 55 kg.
- Campionati asiatici

Doha 2015: bronzo nei 53 kg.